# Lutra palaeoleptonyx
Lutra palaeoleptonyx — вимерлий вид видр (Lutra) із Яви; синонім: Lutrogale palaeoleptonyx.